# Irminsul

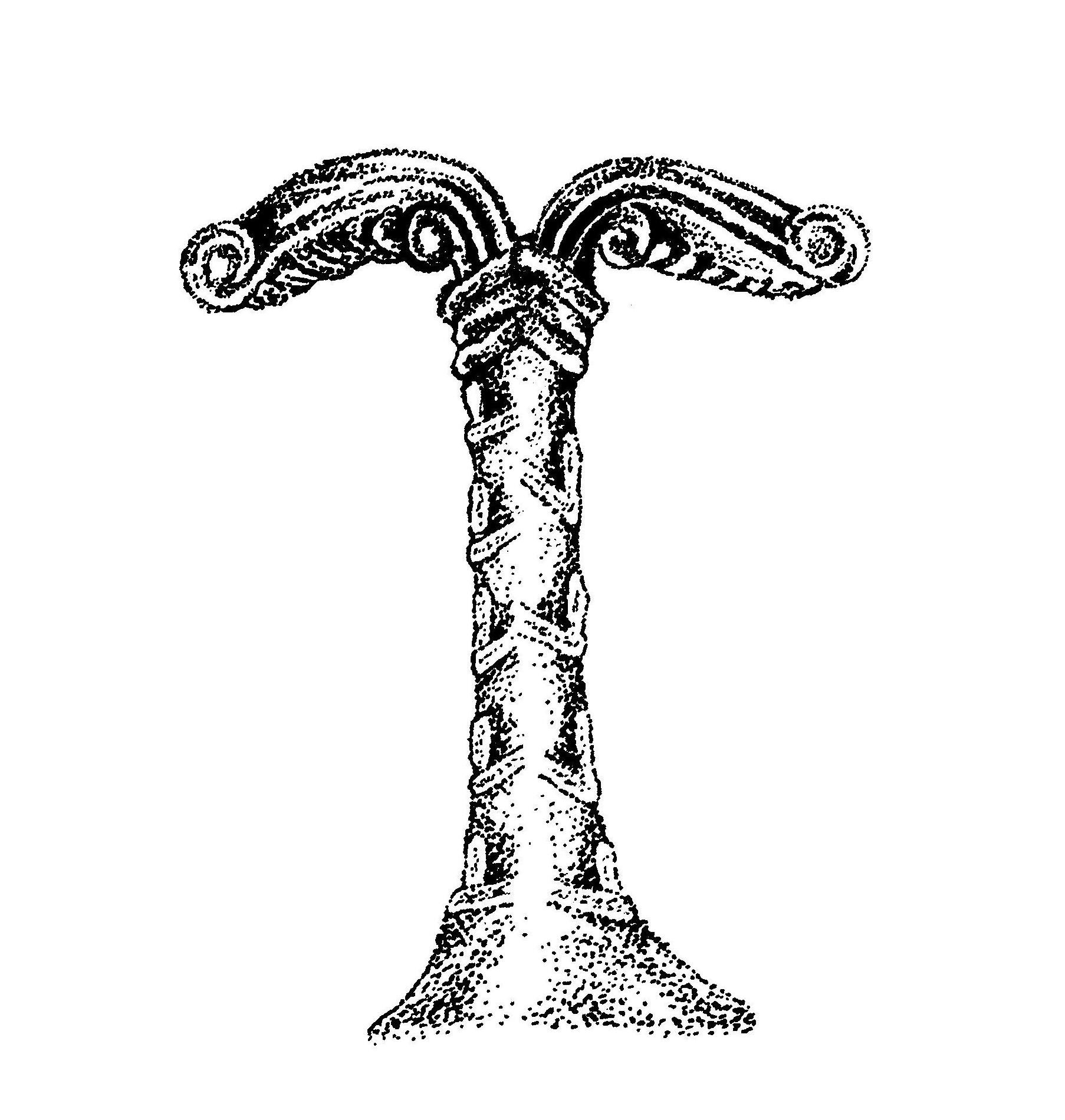
Representação do Irminsul.

Irminsul (grande pilar em saxão antigo) é um pilar que conectava, segundo a lenda, o céu e a terra, representado por um carvalho ou pilares de madeira que eram venerados pelos saxões. Fontes da era medieval, atestam que Carlos Magno destruiu um Irminsul durante as guerras saxônicas.

## Irmin
Irmin, um deus germânico, pode fazer referência a Irminsul e ao nome da tribo Herminones, Irmin parece ter sido o deus principal ou semi-deus dos saxões. O antigo nome de Irmin era Jörmunr e curiosamente aparecia às vezes representado como Yggr, que foi um dos nomes de Odim "Yggr a cavalo". Yggdrasil foi onde Odin se sacrificou e que une o céu e a terra. Parece portanto que Irmisul e Yggdrasil correspondem a diferenças na nomenclatura entre os próprios saxões.
A árvore sagrada de Upsália mencionada pelo cronista do século XI, o arcebispo Adão de Brema, poderia ter uma relação directa com o pilar de Irmin. O autêntico Irminsul dos saxões pode ter sido um pilar de madeira com uma imagem de culto na parte superior. Jakob Grimm relaciona o nome de Ilmin Old Norse iörmungrund "Terra" e iörmungandr (anguis maximus, isto é, a serpente Midgard).